# Juan de Abreu
Juan de Abreu (Santa Cruz de Tenerife 1800-1887) fue un pintor canario especializado en la pintura de retratos y miniaturas. 

## Biografía

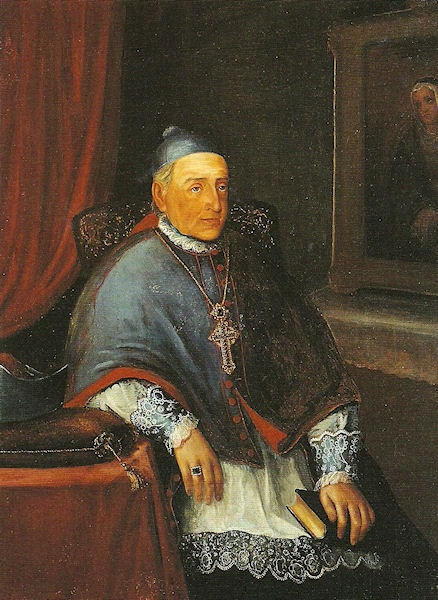
Retrato del obispo Luis Folgueras y Sión, catedral de San Cristóbal de La Laguna, Tenerife, Salas Capitulares

Formado en la escuela de dibujo fundada en La Laguna por el Real Consulado del Mar, podría haber recibido también enseñanzas de escultura con Fernando Estévez. Esta formación le permitió intervenir en 1853 en la restauración de la imagen de San Agustín de la parroquia de Nuestra Señora de La Concepción de Santa Cruz de Tenerife.
En 1862 participó en la Exposición Provincial de Canarias de Arte, Arquitectura e Industrias, con los óleos Descendimiento, La aparición de la Virgen de Candelaria y La primera entrada del obispo Folgueras en La Laguna, así como con un grupo escultórico que representaba a un guanche venerando a la Virgen de Candelaria.